# Europese weg 016
De Europese Weg 016 of E016 is een Europese weg die in Kazachstan loopt van Zapadnoe (Западное) aan de E 123 en de E 019, naar de hoofdstad Nur-Sultan.

## Algemeen
De Europese weg 016 is een Klasse B-verbindingsweg en verbindt het Kazachse Zapadnoje met Nur-Sultan en komt hiermee op een afstand van ongeveer 490 kilometer. De route is door de UNECE als volgt vastgelegd: Esil - Nur-Sultan. In 2002/2003 is besloten het trajectdeel Esil - Nur-Sultan te laten vervallen. Het huidige traject is daarmee als volgt vastgelegd: Zapadnoe (Западное) - Zhaqsy (Жақсы) - Atbasar (Атбасар) - Nur-Sultan.